# Бранде-Гернеркірхен
Бранде-Гернеркірхен (нім. Brande-Hörnerkirchen) — громада в Німеччині, розташована в землі Шлезвіг-Гольштейн. Входить до складу району Піннеберг. Складова частина об'єднання громад Гернеркірхен.
Площа — 13,14 км2. Населення становить 1664 ос. (станом на 31 грудня 2020).

## Галерея

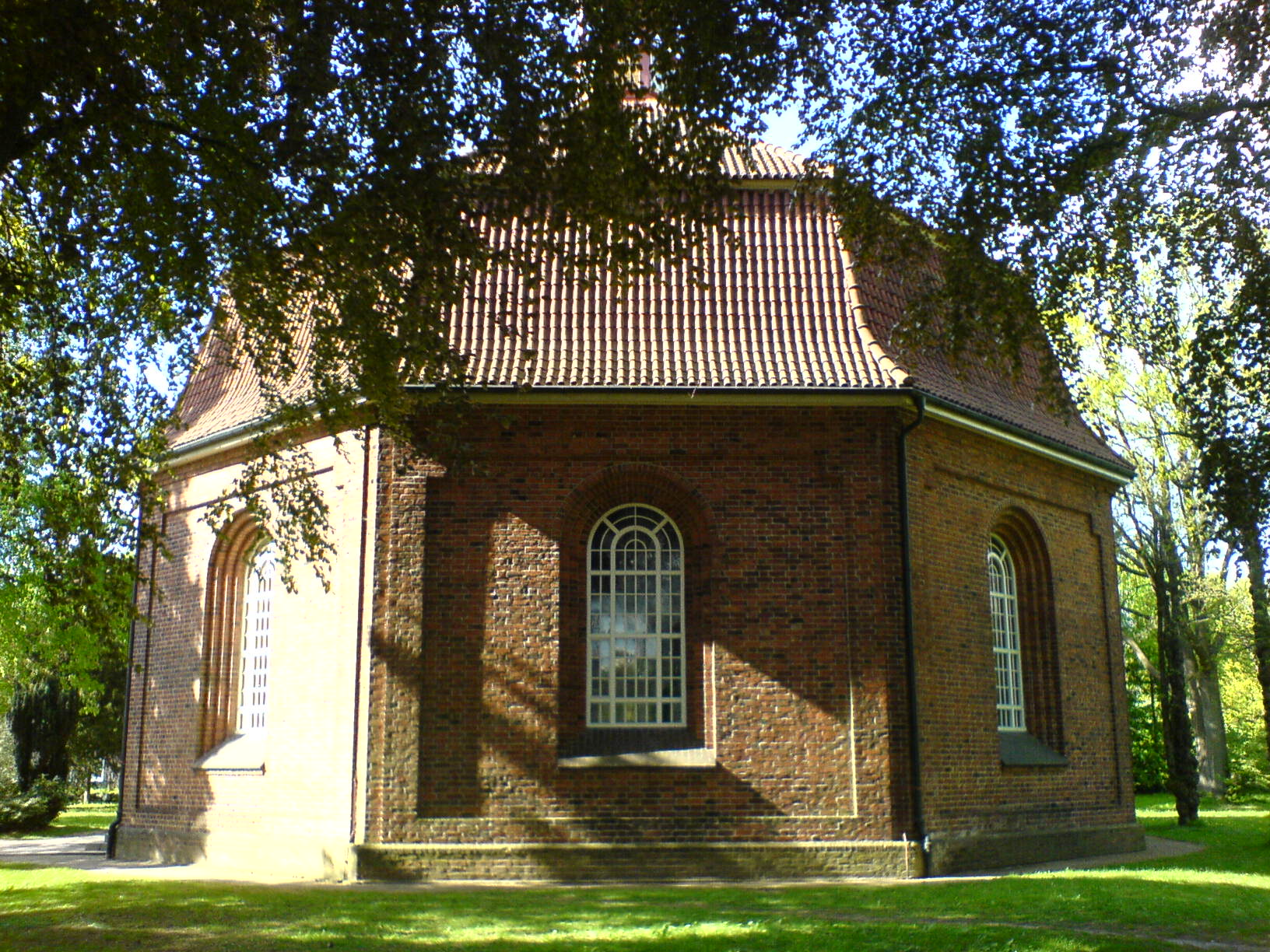